# Ruths bog
Ruths bog (hebr. מגילת רות Megilat Rut "Skriftrullen om Ruth") er en af bøgerne i ketuvim ("skrifterne") som er en del af den jødiske tanakh og et af skrifterne i Det Gamle Testamente. Det er en af de korteste bøger i Bibelen og har kun fire kapitler. Bogen handler om israelitten No'omi, som mister sine sønner og rejser med sine svigerdøtre til Israel. Svigerdatteren, moabitterinden Ruth, bliver her gift med Boaz og dermed kong Davids oldemor. 

## Titel
Den fulde version af titlen på hebraisk er navngivet efter en ung kvinde fra Moab, der er oldemor til David og  ifølge den kristne tradition ane til Jesus: Titlen מגילת רות (Megillat Ruth som betyder "Ruths skriftrulle" gør bogen til en del af Megillot (de fem "festruller"). Goswell taler for, at Ruth er hovedpersonen i bogen, selv om No'omi er den centrale person, og således "kan bogen betragtes som meget passende navngivet." De andre bibelske bøger, der har navn efter kvinder, er Esters bog og Judits bog (Det gælder ikke for jøder og de fleste protestanter, der udelukker Judits bog som apokryf).

## Historie
I lighed med Esters bog er Ruths bog et selvstændigt skrift, en novelle, mens resten af Det gamle testamente er kunstige opdelinger af flere historieværker. Fortællingen om Ruth kan indeholde en historisk kerne. Ellers ville man næppe finde på at udstyre kong David med en moabittisk stammoder. Men i sin nuværende version er Ruths bog et sent skrift, og i den hebraiske kanon har den først fået plads i tredje del, skrifterne. Sandsynligvis har Davids æt været af moabitisk-israelitisk oprindelse, ellers ville man knapt have udstyret heltekongen med en moabittisk oldemor. Budskabet er det samme som i Jonas' bog: Også andre folkestammer hører Gud til. Ruths bog er også en protest mod Ezras og Nehemias' fordømmelse af ægteskab mellem israelitter og fremmede. Eftersom handlingen utspiller seg i indhøstningstiden, blev bogen i den senere jødedom festliturgi under pinsefesten.

## Synopse
I Dommertiden, da der var hungersnød, udvandrede en israelitisk familie fra Betlehem med familiens overhoved Elimelek, hans kone No'omi og deres sønner Maklon og Kiljon til det nærliggende land Moab. Elimelek dør, og sønnerne gifter sig med to moabitiske kvinder: Maklon gifter sig med Ruth og Kiljon med Orpa.
No'omis to sønner dør også, hvorefter No'omi beslutter sig for at vende tilbage til sit hjemland, Juda. Hun fortæller sine to svigerdøtre, at de hver skal vende tilbage til deres mødres huse og gifte sig på ny. Orpa forlader hende modstræbende; hvorimod Ruth siger "Du må ikke tvinge mig til at forlade dig og vende hjem. Nej, hvor du går hen, vil jeg gå, hvor du bor, vil jeg bo; dit folk er mit folk, og din Gud er min Gud. Hvor du dør, vil jeg dø, og der vil jeg begraves. Herren ramme mig igen og igen: Kun døden skal skille os!" (Ruth 1:16–17)
De to kvinder vender tilbage til Betlehem ved byghøsten. For at forsørge sin svigermor og sig selv går Ruth i marken for at samle kornaks. Marken tilhører Boaz af samme slægt som Elimelik. Han er venlig mod hende, fordi han har hørt om hendes trofasthed mod hendes svigermor. Ruth fortæller sin svigermor om Boaz' venlighed, og hun samler aks på hans mark  resten af høsten.
Da Boaz er en nær slægtning, er han forpligtet til at gøre sin svogerpligt og gifte sig med Maklons enke, Ruth. No'omi sender Ruth til tærskepladsen om natten og instruerer hende at lægge sig ved Boaz' fødder. Ruth gør det, hvorefter Boaz vågner og spørger, "Hvem er du?" Ruth svarer beder Boaz dække hende med sin kappe (en tilkendegivelse af, at hun tilhører ham), Boaz erklærer, at han er villig til at løse Ruth, men siger, at der er en anden mandlig slægtning med førsteret til svogerægteskab.
Næste morgen drøfter Boaz sagen med den anden svoger for byens ældste. Den anden slægtning vil ikke risikere sin arv ved at gifte sig med Ruth, og frasiger sig derfor sin ret/pligt som løser, hvormed han tillader Boaz at gifte sig med Ruth. Aftalen bekræftes ved at løseren tager sin sandal af og giver den til Boaz. (Ruth 4:7-18) Boaz og Ruth bliver gift og får sønnen Obed (som svogerpligtens sædvane tro også betragtes som søn eller arving til Elimelek og No'omi). I slægtshistorien, som afslutter bogen, nævnes, at Obed er efterkommer af Peres, Judahs søn, og samtidig farfar til kong David.

## Forfatterskab og tidsfæstning
Bogen tilskrives traditionelt profeten Samuel, men betragtes nu som en fortælling fra den hellenistiske tid.

## Struktur
- Kap 1:  Prolog og problem:  Død og tomhed (1:1-22)
  - Scene 1: Ramme og problem  (1:1-6)
  - Scene 2: Tomhed forværres (1:7-19a)
  - Scene 3: Tomhed udtrykkes (1:19b-22)

- Kap 2:  Ruth møder Boaz, No'omis slægtning, på høstmarken (2:1-23)
  - Scene 1: Ruth samler aks (2:1-3)
  - Scene 2: Boaz er yderst storsindet (2:4-17a)
  - Scene 3: Boaz er en af deres løsere (2:17b-23)

- Kap 3:  No'omi sender Ruth til Boaz på tærskepladsen (3:1-18)
  - Scene 1: No'omi afslører sin plan
  - Scene 2: Ruth udfører No'omis plan

- Kap 4:  Løsning og epilog:  Liv og helhed (4:1-22)
  - Scene 1: Boaz tilegner sig retten til at løse for Ruth og No'omi (4:1-12)
  - Scene 2:  No'omi genrejses til liv og helhed (4:13-17)
  - Scene 3: Epilog: En judæisk familie genrejst (4:18-22)[8]

### Jødiske og kristne perspektiver
Ruth fejres som en konvertit til jødedommen, som forstod jødiske principper og tog dem til sig. Bogen respekteres også af jøder, som falder inden for kategorien selvvalgt jøde, hvilket bevises ved den betragtelige tilstedeværelse af Boaz i rabinsk litteratur. Ligeledes er Ruth bog liturgisk, idet den læses under den jødiske højtid Shavuot ("Uger"), eller pinse. Dette skyldes højest sandsynligt, at historien forløber under byghøsten, og at Shavuot er fejringen af slutningen på byghøsten og begyndelsen på hvedehøsten.
Ruth figurerer som en af fire kvinder navngivet i Jesus' stamtræ i begyndelsen af Matthæusevangeliet. Mange kristne fortolker Boaz og Ruth som forbilleder (typer) for Jesus og kirken. Ruths kendte ord, "Nej, hvor du går hen, vil jeg gå ...", er brugt i jødiske, katolske og nogle protestantiske vielser. Ruth fejres også som en matriark i Missourisynoden Helgenkalender den 16. juli, og hun er en af de fem heltinder hos Order of the Eastern Star.

### Etisk vigtighed
1. Ruth er moabit, men tilslutter sig No'omis folk, land, kultur og gud. Ruths bog er et perfekt eksempel på oprigtig tro på Gud skaberen i og med denne tro rummer alt, selv i det antikke Israel, hvor adskillelsen af israelitter og ikke-israelitter er tydeliggjort. Det overskrider kulturelle og racemæssige grænser med det formål at forene den menneskelige race. Det afspejles i den nuværende jødiske liturgi på helligdagen Yom Kippur. Ruth er altså ingen fremmed; hun har tilegnet sig Israels religion og livsstil. Følgelig er målet forening under Gud.
2. Kærlighed: Boaz og Ruth er modeller på altruisme, som forbindes med de hebræiske ord h´æsæd og aheb, der oversættes med kærlighed. De gør som påbydes i både jødiske og kristne forskrifter; en måde som fremmer andres velvære. Det er samtidig også troværdigt spontant og menneskeligt, at Ruth vil leve sammen med sin svigermor, som hun har opbygget en forkærlighed for, og påtage sig hendes opslidende og ydmyge arbejde med at samle aks (3. Mos 23:22) for at forsørge dem. Boaz er også spontant venlig på en måde, som er både menneskelig og retfærdig. Han giver Ruth større udbytte ved at samle aks uden at den forlegenhed, en direkte gave er. Selv om han uden tvivl også er tiltrukket af Ruth, betaler han både i penge og usikkerhed ved at gifte sig med hende. Den nærmere slægtning gør det ikke.
3. Guds gunstige omsorg. Selv om No'omi var en nødlidende enke, da hun vendte tilbage til Betlehem, ser vi hende i slutningen af fortællingen omfavne sit barnebarn som sit plejebarn. Fra i kapitel 1 at føle tomhed er hun gået til igen at være opfyldt af Gud i slutningen af kapitel fire. Der er en parallel til optegnelsen over Maria og Josef, der hjemløse kommer til samme by, Betlehem, umiddelbart inden Jesu fødsel. Guds gunstige omsorg udvides til også at indbefatte Ruth. Dette ses særligt i kapitel 2. Selv om bogens forfatter angiver, at det blot "traf sig" at Ruth endte på Boaz' mark (Ruth 2:3), ledes læseren til at slutte sig til den opfattelse, at i bibelske termer er der ingen anden mulighed, end den pågældende og med Guds forudseenhed kommer det ud på et. Både ved tilfælde og forsyn bliver Ruth – en nødlidende, barnløs udenforstående, som er enke – forfader til kong David (Ruth 4:13).
4. Integritet: Bogen fremhæver dyden at fastholde integriteten i sit liv. Et eksempel er Boaz, som har høj status ikke blot grundet velstand, men også godhjertethed. Hans anseelse understreges af hans opførsel under retsmødet i byporten (4:1-10). Hans integritet vises også på tærskepladsen, hvor Ruth "besøger" Boaz om natten. Mange akademikere debatterer om, hvad der skete på tærskepladsen; det synes dog usandsynligt, at Boaz og Ruth skulle have haft seksuel samkvem baseret på fortællerens skildring af deres personligheder (med mindre kappen er et symbol på forlovelse) (især 2:1; 3:11). At etablere deres gode opførsel og dernæst belaste den giver ikke god mening.